# Jan Kuijper
Jan Kuijper (Amsterdam, 30 december 1947) is een Nederlands dichter.
Kuijper herstelde de door de experimentele Vijftigers verketterde dichtvorm van het sonnet in ere. Hij was van 1984 tot en met 1993 redacteur van het literaire tijdschrift De Revisor.

## Prijzen
- 1980 - Herman Gorterprijs voor Oogleden
- 1990 - Jan Campert-prijs voor Tomben
- 2011 - Filter-vertaalprijsvoor Liefdesliederen uit het Middelnederlands van Hadewijch.